# Bonadelle Ranchos-Madera Ranchos
Bonadelle Ranchos-Madera Ranchos è un census-designated place (CDP) degli Stati Uniti d'America situato in California, nella contea di Madera.